# I corti di Aldo, Giovanni & Giacomo
I corti di Aldo, Giovanni & Giacomo è stato il primo spettacolo teatrale del trio di comici Aldo, Giovanni e Giacomo, con la partecipazione di Marina Massironi.
Lo show è figlio delle fortunate partecipazioni del trio a trasmissioni televisive come Mai dire Gol e a spettacoli quali Il Circo di Paolo Rossi e Su la testa!
Nella versione resa disponibile per il circuito home video, I corti è stato registrato dal vivo al Teatro Nuovo di Ferrara il 28 e il 29 marzo 1996. La regia teatrale è affidata al trasformista Arturo Brachetti.

## Storia
Nel 1994 il produttore Paolo Guerra accettò di visionare il primo spettacolo teatrale di Aldo, Giovanni e Giacomo e affittò a tale scopo un piccolo teatro a Cesenatico. I tre comici noleggiarono un pulmino per caricare la scenografia, poi con Marina Massironi partirono per la prova.
Ad assistere alla prima messa in scena dello spettacolo ci furono solamente lo stesso Guerra, i suoi genitori, sua moglie e suo figlio Mattia, all'epoca dell'età di tre anni, il quale, ad un certo punto, si mise a ridere. In seguito Guerra, scherzando, dichiarò di aver accettato di lavorare per il trio solo perché il piccolo aveva riso molto nel vedere la prova teatrale.
Il debutto ebbe luogo venerdì 17 novembre 1995; in seguito lo spettacolo fu portato in scena per altre due stagioni.

## Spettacolo
Come si evince dal titolo, I corti è composto da dieci scene con una durata variabile da trenta minuti a cinque secondi: una comicità che avvierà al successo Aldo, Giovanni e Giacomo, i quali riproporranno costantemente molte di tali scene e battute nella loro carriera, inserendole anche nei loro spettacoli e film successivi.
Lo spettacolo è stato scritto dai tre comici con la collaborazione degli autori Paolo Rossi, Gino e Michele, Carlo Turati e Giancarlo Bozzo.

## Elenco degli sketch

### Primo tempo

#### Tre gemelli
Il sipario si apre con Marina che esegue delle parole crociate sdraiata da sola su un letto matrimoniale. In vari momenti, dal letto, vengono fuori braccia e gambe che si agitano, indizio del fatto che in quel momento si sta consumando un rapporto sessuale fra una indifferente Marina, che continua impassibile il suo cruciverba, e un suo partner. Quando, incrociando due definizioni, Marina compone l'espressione "tre gemelli", si rende conto di essere rimasta incinta. I tre pargoli che porterà in grembo per nove mesi sono proprio Aldo, Giovanni e Giacomo.
All'interno del ventre materno, i tre feti discutono sulle sembianze assunte nelle loro vite precedenti: Giacomo non ha idea di cosa abbia potuto essere, Giovanni dice di essere stato un ghepardo ed Aldo ammette, deriso dai fratelli, di aver vissuto nei panni di uno scarabeo stercorario. In seguito i tre si auto-battezzano, concedendosi il lusso di poter scegliere il proprio nome: si ha quindi la nascita di Haldo (ovvero Aldo), Giovanni e per ultimo Deborah (ovvero Giacomo, che avrebbe anche optato per il suo "vero" nome). Ai tre poi viene fame, allora cercano di fare uno scherzo alla madre pensando a un frutto di cui farle venire voglia, decidendo di optare per il litchi, ma finiscono per ricevere delle ciliegie, pensate da Haldo, che proprio non riusciva a figurarsi come fosse fatto il litchi (e i fratelli glielo avevano descritto, in modo molto approssimativo, come simile a una ciliegia). Deborah e Giovanni bloccano il cordone ombelicale di Aldo con una molletta per non fargli ricevere la frutta e lo accusano di essere diventato più grosso di loro rubandogli il nutrimento, quindi i tre hanno un breve litigio, per poi riappacificarsi e parlare delle loro occupazioni desiderate: Haldo confessa di voler diventare un ballerino, dimostrando però goffaggine; Deborah desidera divenire una portinaia, inflessibile e dittatoriale; Giovanni, invece, manifesterà il desiderio di diventare un DJ lavorando di notte in modo trasgressivo, lanciandosi in una auto-celebrazione del suo personaggio "Johnny Glamour". Il tutto prosegue attraverso battute e scenette, fino a quando arriva il momento del parto: Deborah e Giovanni escono trionfali e vengono allattati da una mammella ciascuno, mentre Haldo, ultimo arrivato, riceve un biberon, lanciatogli al volo.

#### Spettatori in platea (parte 1)
Esempio di metateatro, lo sketch vede Aldo, Giovanni e Giacomo interpretare loro stessi in veste di spettatori, accorsi allo spettacolo della propria versione comica. Giacomo è comodamente seduto in platea quando Giovanni arriva, affaticato e nervoso a causa del traffico. Incurante dei rimbrotti dell'amico a causa del ritardo, Giovanni, in un eccesso di pignoleria, chiede a Giacomo di potersi sedere nel suo posto effettivo. I posti sono infatti numerati e a Giovanni è stato assegnato il posto 16. Nonostante sia seduto al posto 15 e accanto a lui ci sia il suo amico, Giovanni non vuole sentire ragioni e pretende che le regole vengano rispettate. Per non destare ulteriori polemiche, Giacomo acconsente alla richiesta, continuando a rimproverare Giovanni per essere arrivato in ritardo. La discussione viene interrotta da un furioso Aldo, arrivato per ultimo a causa delle indicazioni errate fornitegli dai compari. Dapprima, il siciliano decide di occupare un posto già riservato, situato più in là di due seggiolini rispetto a Giacomo e Giovanni, pur di star lontano dagli amici, mostrandogli così la propria stizza. Dopo l'invito dei due a non occupare quel determinato posto a causa di possibili interventi della Guardia di Finanza, Aldo mette da parte il suo orgoglio, sedendosi accanto a Giovanni. Anche il siciliano, però, si rivelerà pignolo circa il posto occupato. Aldo, infatti, chiede a Giacomo di spostarsi in quanto il posto da lui occupato è quello che, secondo i rispettivi biglietti, toccherebbe proprio ad Aldo. Ancora una volta Giacomo acconsente, borbottando, pur di non fomentare polemiche che lo destabilizzerebbero. Raggiunta l'armonia e la pace, Giovanni e Giacomo cercano dunque di introdurre Aldo alla rappresentazione teatrale, leggendo il dépliant dello spettacolo al siciliano che, con fare saccente, finirà col commentare sarcasticamente ogni frase letta da Giacomo. Dopo l'ennesima litigata scatenata da Giovanni, a causa dell'invasione dei vari spazi personali, il trio si dà una definitiva calmata e si appresta dunque a godersi il successivo sketch.

#### La gita in montagna
Aldo, Giovanni e Giacomo stanno scalando in alta montagna. Giovanni, capocordata pignolo e assai sui generis, tenta di aiutare un Aldo nervoso e impaurito, mettendolo ulteriormente a disagio con indicazioni poco chiare e termini complessi e assurdi; arrivati in cima si accorgono che la corda a cui era attaccato Giacomo si è rotta, ma subito dopo Giacomo li raggiunge dichiarando di esser giunto comodamente sulla cima grazie a un sentiero, di cui tra l'altro Giovanni conosceva l'esistenza. Aldo ha portato con sé uno zaino vuoto in quanto ha interpretato alla lettera le indicazioni di Giovanni, che gli ha detto "porta lo zaino", e per farsi perdonare cerca di montare la tenda da notte, ma la monta al contrario e si giustifica dicendo di averla fatta "col pergolato". Giacomo non riesce a godersi l'ambiente a causa della sua ipocondria e assieme a Giovanni riesce a scorgere diversi animali selvatici, anche se li vede molto male a causa di una brutta congiuntivite, mentre Aldo non riesce a scorgerne nessuno. I tre poi si confrontano l'eco: Giovanni riesce a produrre un ottimo suono, Giacomo al contrario produce un brutto suono a causa della faringite di cui soffre, mentre Aldo viene schernito a sorpresa dagli amici e reagisce in malo modo. Dopo aver improvvisato una gara di "lancio del sasso", con Giacomo che non riesce a lanciare il sasso in quanto affetto da morbo di Dupuytren, calata la notte, si avvicina una turista tedesca (Marina), con cui i tre non riescono a comunicare e che tutto ciò che riesce a dire di comprensibile sono prese in giro verso Giacomo. Giovanni tenta un approccio offrendole di passare la notte con loro nella tenda, ma la donna riesce invece a convincere Giovanni a concedere la tenda esclusivamente a lei. Aldo tenta di entrare nella tenda e corteggiarla, nonostante le perplessità degli altri, e sembra riuscirci; i due apparentemente hanno un rumoroso amplesso, ma poi la donna compare da fuori, quindi è chiaro che Aldo sta solo fingendo per ingelosire i suoi amici. Quando Aldo esce dalla tenda, Giacomo e Giovanni prima fingono di complimentarsi e poi lo sbeffeggiano; lui, arrabbiatissimo, finge di gettarsi giù per la rupe, per poi ritornare attraverso il sentiero.
Le battute in cui Aldo urla spaventato mentre tenta di scalare la rupe ed in cui Giacomo fa notare la presenza di un sentiero, oltre alla sfuriata dopo essere stato preso in giro dagli amici accusandoli di "averlo portato in montagna per canzonarlo", sono state riprese un anno dopo in Tre uomini e una gamba, primo film interpretato dal trio, mentre la battuta in cui Aldo passa a Giovanni uno zaino vuoto dicendo che gli aveva detto di portare lo zaino è stata ripresa nel film del 2000 Chiedimi se sono felice, in cui l'imbranato ladro Beppe (Giuseppe Battiston) intima a pistola puntata ad Aldo di consegnargli il portafoglio ed Aldo gli dà un portafoglio vuoto dicendogli: "Eh, tu il portafoglio mi hai chiesto".

#### Spettatori in platea (parte 2)
Commenti vari sullo sketch della montagna; Giovanni polemizza su alcune cose e Giacomo fuma di nascosto, poi arriva una signora (Marina) che si siede nel posto riservato a lei, inizia a parlare e apparentemente non smette più. I tre discutono anche sull'importanza della letteratura classica, dove Aldo cerca di mettere in chiaro che essa sia fonte d'ispirazione per la letteratura moderna (che a sua volta diventa classica) per poi culminare con uno sproloquio. Dopodiché, quando Aldo, per giustificarsi di aver capito male la nazionalità dell'escursionista tedesca dello sketch precedente, dice di aver "visto un altro spettacolo", la signora interviene ancora una volta con un altro lunghissimo monologo sull'interpretazione d'informazioni in modo non univoco.

#### Astronauti
Questo sketch è caratterizzato dalla quasi totale assenza di dialoghi verbali; è presente solamente la voce di Marina nel ruolo del computer di bordo.
Tre astronauti, Aldo, Giovanni e Giacomo, sono pronti per una passeggiata spaziale. Inizialmente Giovanni si rende conto di non avere la chiave necessaria per aprire uno sportello, per poi trovarla sotto un tappetino ed effettuare una serie di strane, rumorose e complicate manovre per aprirlo. I tre entrano a bordo dell'astronave "Lodovica I" ed eseguono degli insoliti movimenti per allacciare le cinture, mentre il computer di bordo gli dà delle indicazioni sulla posizione delle uscite di sicurezza non molto precise, impone una serie di divieti e annuncia la proiezione del film Apollo 13, con grande disappunto dei tre. Poco dopo il decollo viene annunciato che la mensa è aperta, ma vengono messi a disposizione solo 2 pentolini: mentre Aldo e Giacomo ricevono come cibo dei peperoni verdi, Giovanni si ritrova costretto a nutrirsi tramite una flebo, apparendo molto soddisfatto nonostante il flacone sia vuoto. Giacomo, che già durante il decollo non si era sentito molto bene, viene colpito da un fortissimo conato di vomito non appena annusa un peperone e vomita nel pentolino di Aldo. Subito dopo viene segnalato l'arrivo di una pioggia di meteoriti, che li colpisce e causa un allarme rosso. Viene diagnosticato un guasto al secondo motore e Aldo cerca di ripararlo, ma impiega troppo tempo, il computer di bordo va in confusione dando le indicazioni e la navicella finisce disintegrata: è la fine, ma solo del primo tempo.
Aldo, Giovanni e Giacomo interpreteranno l'improbabile equipaggio di una navicella spaziale anche negli sketch che fungono da cornice narrativa dello spettacolo Anplagghed (2006).

### Secondo tempo

#### Animali
Vista sul mare, un'arca si ferma e arriva una chiocciola (Marina) che si ferma a metà palco, poi arriva uno struzzo (Aldo) e subito dopo un avvoltoio (Giacomo) che fuma. Arrivano poi un camaleonte (Giovanni) e una mosca (Aldo) che viene schiacciata dal camaleonte stesso. La chiocciola apre una "finestrella" dal guscio e sbatte fuori la tovaglia. Alla fine arriva un dromedario (Giovanni). L'avvoltoio (Giacomo) cerca di avvertire gli animali che ci sarà una tempesta, quindi sarebbe meglio salire sull'arca, ma nessuno lo ascolta. Improvvisamente scoppia il temporale; l'arca viene colpita da un fulmine e affonda. L'avvoltoio rimane offeso venendo colpito da un altro fulmine.

#### Spettatori in platea (parte 3)
Commenti vari sullo sketch degli animali: Aldo, deriso e contraddetto da Giovanni, crede che gli animali fossero veri. La signora accanto, riferendosi a un eventuale senso filosofico sull'uomo che si veste da animale, si lancia ad un monologo senza sosta facendo impazzire i tre.

#### Il Conte Dracula e Nico
Una chiassosa famiglia sarda composta da Nico (Giovanni), suo nonno (Giacomo) e sua moglie Samantha (Marina) viene presa di mira dall'affamato vampiro Conte Dracula (Aldo), reduce da una notte intera senza aver mangiato un boccone di carne umana. Dracula bussa alla porta della casa di campagna dei tre e viene accolto in malo modo dal capofamiglia Nico, che tenta senza successo di mordere, e poi si accorge che l'alba è imminente; cerca quindi di andarsene inventando delle scuse improbabili, ma gli ospitanti lo costringono in tutti i modi a restare. Alla fine la situazione si capovolge ed è Dracula a diventare vittima della famiglia: Nico propone al Conte di mangiare qualcosa insieme a loro ed esso accetta, quindi Samantha (donna mentalmente instabile causa un infortunio alle vertebre provocato proprio da Nico, a seguito del quale però ha acquisito capacità sensitive) prepara un piatto ricco di aglio e Nico costringe Dracula (che, essendo un vampiro, ovviamente odia l'aglio) a mangiarlo. Nel mentre si era scoperto che il Conte soffre di una strana malattia che gli fa cacciare un urlo ogni volta che qualcuno fa un gesto che non sia alzare le braccia (ad esempio il segno della croce), quindi Nico sfrutta ciò per metterlo a disagio, fino a quando il Sole sorge e il vampiro muore.
Da questo sketch nasceranno i personaggi di Nico (interpretato sempre da Giovanni nella serie televisiva Mai dire...) e del Conte Dracula (interpretato sempre da Aldo in Tre uomini e una gamba).

#### Spettatori in platea (parte 4)
Aldo, Giovanni e Giacomo parlano a bassa voce tra di loro; la signora stavolta è legata alla sedia e imbavagliata.

#### I Tiranos (varietà in tre minuti)
Marina arriva sul palco e presenta i Tiranos, un trio di artisti bulgari.

#### Tragedia in due minuti
Giovanni mangia a tavola servito da un cameriere cieco (Aldo) e, infastidito da una mosca, si uccide nel tentativo di scacciarla.

#### Musical in un minuto
Marina canta I'm singing in the rain mentre appaiono Aldo e Giovanni con gli ombrelli a ballare sul palco. Giacomo sopraggiunge nel finale, ballando con dei petardi sulle scarpe che scoppiettano.

#### Lo zero comico assoluto - Finale
Marina presenta lo zero comico assoluto, Tafazzi, e successivamente ci sono i titoli di coda. Giovanni saluta gli spettatori scendendo dal palco, chiudendo il sipario.

## Edizioni home video
Lo spettacolo è stato pubblicato prima su VHS e successivamente in DVD. Quest'ultima edizione contiene un secondo disco con un'intervista al trio, un'ora di sketch tratti da Il Circo di Paolo Rossi (1995), Mai dire Gol (1995-1996) e un inedito show sotto la pioggia della durata di 15 minuti, registrato a Modena nel settembre del 1999.